# Asemesthes albovittatus
Asemesthes albovittatus är en spindelart som beskrevs av William Frederick Purcell 1908. Asemesthes albovittatus ingår i släktet Asemesthes och familjen plattbuksspindlar. Inga underarter finns listade i Catalogue of Life.